# Bence Bánszki
Bence Bánszki (* 12. Oktober 1993) ist ein ehemaliger ungarischer Biathlet und Skilangläufer.
Bence Bánszki startete für Honvéd Zalka. Seine ersten internationalen Meisterschaften waren die Juniorenrennen der Sommerbiathlon-Weltmeisterschaften 2010 in Duszniki-Zdrój, wo er 49. des Sprints wurde. Es folgten die Biathlon-Juniorenweltmeisterschaften 2011 in Nové Město na Moravě, bei denen Bánszki als beste Platzierung einen 84. Platz im Einzel erreichte. 2012 war in Kontiolahti ein 82. Platz im Sprint bestes Resultat, 2013 in Obertilliach ein 87. Platz im Einzel und 2014 in Presque Isle Rang 52 ebenfalls im Einzel. Zudem wurde er jeweils 57. in Sprint und Verfolgung. Bei den Juniorenrennen der Sommerbiathlon-Europameisterschaften 2011 in Martell wurde der Ungar 28. des Sprints, 26. der Verfolgung und Staffel-Sechster. Bei den Juniorenrennen der Biathlon-Europameisterschaften 2014 in Nové Město na Moravě erreichte Bánszki sowohl im Einzel wie im Sprint den 68. Platz.
Sein erstes Rennen bei den Männern im Leistungsbereich bestritt Bánszki 2009 in Obertilliach im IBU-Cup und wurde 154. eines Sprints. Erst 2013 konnte er in Osrblie mit den Rängen 91 im Einzel und 90 im Sprint zweistellige Platzierungen erreichen. Bestleistung in der Rennserie ist ein 67. Rang in einem Sprintrennen, den er 2014 belegte. Erste internationale Meisterschaften bei den Männern wurden die Biathlon-Europameisterschaften 2015 in Otepää. Im Sprint wurde Bánszki 99., im Einzel 97. Im folgenden Jahr lief er bei den Europameisterschaften in Tjumen letztmals im Biathlon und errang dabei den 74. Platz im Sprint.
Im Skilanglauf trat Bánszki sporadisch von 2011 bis 2017 an. Seinen ersten nennenswerten Einsatz hatte er im Rahmen des Europäischen Olympischen Winter-Jugendfestivals 2011 in Liberec, wo er über 7,5 Kilometer Freistil auf den 87. Platz einkam. Danach folgten 2012 mehrere Einsätze im Slavic Cup, 2014 mehrere Rennen im Alpencup, jeweils ohne nennenswerte Ergebnisse zu erreichen. Höhepunkt der Karriere im Skilanglauf wurde die Teilnahme an den Nordischen Skiweltmeisterschaften 2015 in Falun, wo er als 102. in der Qualifikation für die Finalläufe im Klassik-Sprint scheiterte. Bei den Nordischen Skiweltmeisterschaften 2017 in Lahti errang er den 128. Platz im Sprint.